# 1969
1969（千九百六十九、一九六九、せんきゅうひゃくろくじゅうきゅう）は、自然数または整数において、1968の次で1970の前の数である。

## 性質
- 1969は合成数であり、約数は 1, 11, 179, 1969 である。
  - 約数の和は2160。
- 570番目の半素数である。1つ前は1967、次は1977。
- 1969 = 82 + 92 + 102 + 112 + 122 + 132 + 142 + 152 + 162 + 172 + 182
  - 11連続平方和で表せる数である。1つ前は1694、次は2266。
- 各位の和が25になる13番目の数である。1つ前は1897、次は1978。

## その他 1969 に関連すること
- 西暦1969年
- 1969 (アルバム) - 由紀さおりとピンクマルティーニのコラボ・アルバム。
- 1969 - Superfly (アルバム)に収録のSuperflyの楽曲
- 1969 (映画) - ウィノナ・ライダーら出演のアメリカ映画